# Omotaurina
L'omotaurina (acido 3-ammino-1-propansolfonico (3-APS) o tramiprosato (INN)) è un composto organico solforato sintetico. Esso è analogo alla taurina, ma ha un carbonio supplementare nella sua struttura chimica. Chimicamente possiede 3 gruppi NH capaci di creare un legame ad idrogeno ciascuno.
Possiede una documentata attività antiepilettica di tipo GABA-ergica, somigliando chimicamente al GABA ed essendo un suo agonista. In realtà è un agonista del GABAA ed un antagonista del GABAB.

## Storia
Il nome è stato scelto per la somiglianza strutturale con la taurina.
Identificata per la prima volta in differenti specie di alghe rosse marine: Acrosorium uncinatum, Cladophora densa, Chondrus ocellatus, Gratelupia livida e Rhodymenia palmata specie che usano l'omotaurina come unica fonte di azoto per la crescita. Successivamente è stata ottenuta per via sintetica.

## Farmacodinamica
La presenza di un atomo di zolfo nella molecola suggerisce un ruolo protettivo nei confronti dello stress ossidativo a carico del DNA causato da radicali liberi prodotti dall’ossidazione delle catecolammine.
Agisce prevalentemente sulle cellule del Purkinje e sulle cellule corticali cerebrali.
In studi preclinici si è visto che la molecola si lega alla β-amiloide inibendo la formazione di aggregati fibrillari neurotossici.
L'omotaurina ha anche mostrato di possedere attività anticonvulsivanti per un'azione inibente l'attività dell'acido glutammico.
Inoltre, è capace di ridurre il tono muscolare scheletrico incrementando la conduttanza allo ione cloro; ed infine, possiede anche attività di tipo ipotermizzanti.
Nel ratto mostra un'interessante attività anti assunzione di alcool, ed anche in altri modelli animali.

## Ricerche cliniche
Ricercatori italiani hanno visto come l'omotaurina sia in grado di garantire una neuroprotezione sulle cellule gangliari della retina nell'animale;
ed ancora, l'omotaurina nell'uomo, insieme ad altri composti in associazione, è in grado di migliorare la pressione intraoculare e l'elettro-retinogramma in soggetti con glaucoma ad angolo aperto.
Ricercatori italiani dell'University College di Londra hanno visto in uno studio clinico su uomini affetti da malattia di Parkinson che l'omotaurina è in grado di migliorare una scala di valutazione delle disabilità e la sonnolenza diurna dei soggetti trattati con 100 mg al giorno, senza aver avuto effetti collaterali; suggerendo un ruolo nel controllo del ritmo sonno veglia dei soggetti con Parkinson.

### Studio ALPHASE
In trial clinico di fase III policentrico del 2011 coordinato dalla University of California La Jolla di San Diego, per 78 settimane 2.000 pazienti sono stati arruolati in EU e negli USA, con un dosaggio di 100–150 mg bis in die di omotaurina al fine di verificare in soggetti con malattia di Alzheimer la capacità dell'omotaurina di ridurre la perdita di memoria. Inoltre lo studio ha strumentalmente verificato che l'omotaurina è in grado di ridurre in maniera significativa la perdita del volume dell'ippocampo.